# Lamourouxia parayana
Lamourouxia parayana är en snyltrotsväxtart som beskrevs av W.R. Ernst. Lamourouxia parayana ingår i släktet Lamourouxia och familjen snyltrotsväxter. Inga underarter finns listade i Catalogue of Life.